# آیگیریال
آیگیریال (به لاتین: Aygyryal) یک منطقهٔ مسکونی در روسیه است که در باشقیرستان واقع شده‌است.